# Stazione di Tufo
Stazione di Tufo vasútállomás Olaszországban, Tufo településen.

## Vasútvonalak
Az állomást az alábbi vasútvonalak érintik:
- Cancello–Benevento railway

## Kapcsolódó állomások
A vasútállomáshoz az alábbi állomások vannak a legközelebb:
- Stazione di Prata-Pratola
- Stazione di Altavilla Irpina